# Criss Cat
Criss Cat #1 é o quarto álbum solo do ex-baterista do Kiss, Peter Criss. E o primeiro com nome Criss
| Críticas profissionais                                                      | Críticas profissionais |
| Avaliações da crítica                                                       | Avaliações da crítica  |
| Fonte                                                                       | Avaliação              |
| --------------------------------------------------------------------------- | ---------------------- |
| All Music Guide                                                             | [ 1 ]                  |
| Esta tabela precisa de ser acompanhada por texto em prosa. Consulte o guia. |                        |

## Faixas
1. "Bad Attitude" (Peter Criss, Mark Montague, Carrion) – 4:33
2. "Walk the Line" (Criss, Montague) – 3:47
3. "The Truth" (Montague, Criss, Tosetti) – 4:53
4. "Bad People Burn in Hell" (Criss, Naro) – 3:46
5. "Show Me" (Montague, Mike Stone, Criss, Bardowell) – 4:03
6. "Good Times" (Criss, Kirk Miller, Montague) – 4:37
7. "Strike" (Criss, Montague) – 4:45
8. "Blue Moon over Brooklyn" (Criss, Naro) – 5:22
9. "Down With the Sun" (Criss, Montague) – 4:37
10. "We Want You" (Carrion, Montague) – 3:47
11. "Beth" (Criss, Stan Penridge, Bob Ezrin) – 2:27

## Créditos
- Peter Criss - Vocais, Bateria
- Mark Montague – Baixo
- Mike Stone – Guitarra, Vocais
- Mike McLaughlin – Guitarra Solo
  - Músicos adicionais:
- Ace Frehley - Guitarra Solo em "Bad Attitude," "Walk the Line," e "Blue Moon over Brooklyn"
- Wayne Johnsen – Violão em "Beth"
- Kirk Miller – Guitarra
- Dito Godwin – Piano em "Blue Moon over Brooklyn"
- Doug Shawe – Piano
- Stephen Presley – Teclados